# Oliver W. Wolters
Oliver William Wolters (Reading, 8 giugno 1915 – Ithaca, 5 dicembre 2000) è stato uno storico britannico.
Specialista di storia del Sudest asiatico, detenne la cattedra Goldwin Smith per la storia del Sudest asiatico alla Cornell University. Dopo la laurea ad Oxford (in cui conseguirà il Dottorato di ricerca nel 1961) prestò opera in Malesia come funzionario coloniale. Presente a Singapore allo scoppio della seconda guerra mondiale, fu internato dai giapponesi fino alla fine del conflitto. Nel dopoguerra continuò a prestare servizio civile nella zona, sottoponendosi a rischi elevati, tanto da ricevere la decorazione di Ufficiale dell'Ordine dell'Impero Britannico (OBE). A seguito dell'indipendenza malese del 1957 rientrò con la moglie  Euteen Khoo in Inghilterra. Si dedicò quindi all'attività universitaria, entrando nel corpo docente della Cornell University di New York nel 1964, dove rimarrà sino alla morte, come professore emerito dopo il ritiro nel 1984. Vincitore di numerosi premi, fu autore di opere fondamentali, in particolari sull'antico regno di Srivijaya.